# Schloss Hindelang

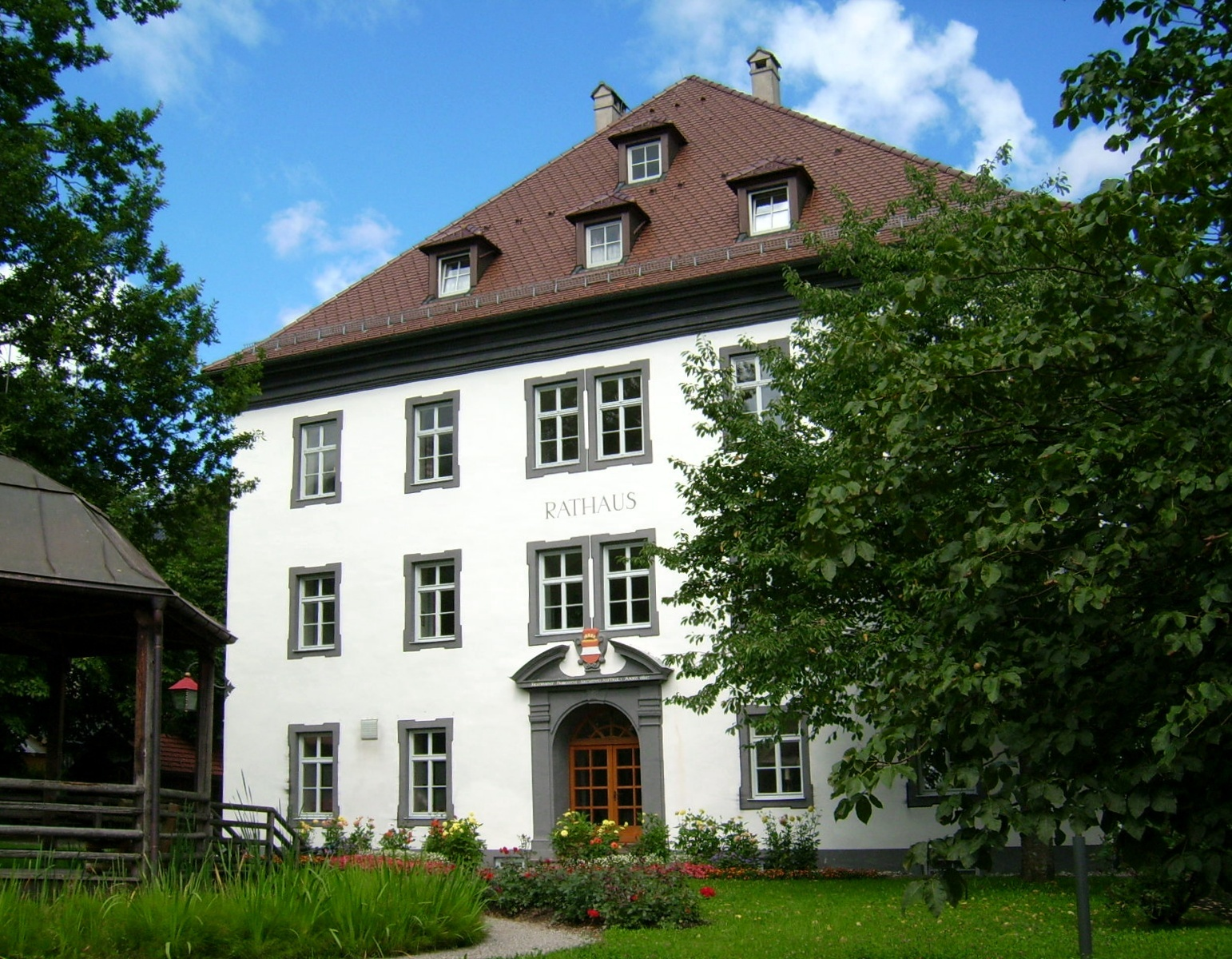
Das frühere Schloss und heutige Rathaus

Das Schloss Hindelang in der Marktstraße 9 in  Bad Hindelang ist ein früheres fürstbischöfliches Schloss, das heute als Rathaus der Gemeinde genutzt wird.

## Geschichte
Das Schloss wurde 1652–1660	durch den Augsburger Fürstbischof Sigismund Franz von Österreich als Jagdschloss erbaut. Es diente als Sommerresidenz der Augsburger Fürstbischöfe bis 1805. 1779 wurde das Schloss zwischenzeitlich im Bayerischen Erbfolgekrieg als französisches Feldspital genutzt. Nach dem Besitzübergang an Bayern 1805 infolge des Friedens von Pressburg erfolgte 1816 bis 1827 die Nutzung als bayerischer Militärfohlenhof. 1844 kam es zum Verkauf in Privathand und zur Einrichtung von Brauerei und Gaststätte. 1921 erfolgte die Errichtung eines Treppenanbaus und Nutzung als Rathaus der Gemeinde Hindelang.

## Beschreibung
Die Beschreibung in der Denkmalliste lautet:
- Dreigeschossiger Walmdachbau mit pilastergerahmten Portalen und östlichem Treppenhausanbau, 1652–60, Anbau von Thomas Wechs 1922/23; mit Ausstattung.
- Über dem Eingang Wappen des Fürstbischofs Johann Christoph von Freyberg (1666–1690).
- Ehemalige Hauskapelle im ersten Stock mit Gewölbestuckaturen.